# Pakusha Cove
Die Pakusha Cove (englisch; bulgarisch залив Пакуша saliw Pakuscha) ist eine 0,97 km breite und 0,45 km lange Bucht an der Südostküste von Smith Island im Archipel der Südlichen Shetlandinseln. Sie liegt nordöstlich des Varbak Point sowie 8 km südwestlich des Kap Smith.
Bulgarische Wissenschaftler kartierten sie 2009. Die bulgarische Kommission für Antarktische Geographische Namen benannte sie 2015 nach dem Fluss Pakuscha im Nordosten Bulgariens.